# Johann Silberschlag
Johann Esaias Silberschlag (16 de novembre de 1721, Aschersleben - 22 de novembre de 1791, Berlín) fou un teòleg alemany i científic natural d'Aschersleben, Principat de Halberstadt.
El 760 es convertí en un membre extern de l'Acadèmia Prussiana de les Ciències a Berlín, conseller privat de la recent fundada Oficina d'Obres Públiques, Secció d'Enginyeria Mecànica i Enginyeria Hidràulica. El 1780 Silberschlag observà i descrigué l'Espectre de Brocken. Al seu llibre Geogonia o Explicació del Mosaic de la Creació segons fonaments físics i matemàtics intentà reconciliar la teologia amb la ciència.